# Frances Theodora Parsons
Pour les articles homonymes, voir Parsons.
Frances Theodora Parsons (née le 5 décembre 1861 et morte le 10 juin 1952), également publiée sous le nom de Mrs. William Starr  Dana, est une naturaliste, autrice et féministe américaine. Elle est particulièrement connue pour ses guides de terrain des fleurs sauvages d'Amérique mais aussi pour son combat pour le droit de vote pour les femmes et pour l'enseignement public.

## Biographie
Frances Theodora Smith naît à New York en 1861 de Denton Smith, un marchand de thé, et de Harriet Shelton Smith. Elle a une sœur, Alice Josephine (1859–1909), artiste qui illustrera deux de ses livres. Elle reçoit une éducation privée à la Miss Comstock's school. 
Elle développe son goût pour la botanique lors des étés qu'elle passe chez ses grands-parents, dans la campagne de l'État de New-York.
Son premier époux, William Starr Dana, avec qui elle se marie en 1884, est un officier de la marine. Il meurt en 1890 de la grippe. Elle se remarie six ans plus tard à James Russell Parsons, un homme politique de l'État de New York qui deviendra plus tard diplomate. Ils ont un fils, Russell, et une fille, Dorothea, qui meurt en bas âge. James meurt en 1902 dans un accident automobile à Mexico.
À la suite de la mort de James, elle emménage à New York, où elle devient une militante du Parti républicain ainsi que du parti progressiste. Elle exerce différentes responsabilités dans les comités des partis et mène la campagne victorieuse de Fiorello La Guardia pour devenir président du New York's Board of Aldermen. Elle promeut aussi le droit de vote des femmes.

## Œuvre
À la mort de son premier mari, Frances Parsons trouve le réconfort dans de longues marches en compagnie de son amie illustratrice Marion Satterlee (en). Ces sorties mènent à la publication de son premier et plus important travail botanique, How to Know the Wild Flowers (1893), qui est le premier guide de terrain américain sur les fleurs sauvages. Le livre est un grand succès, la première édition étant écoulée en cinq jours. How to Know the Wild Flowers fera l'objet de remarques favorables de la part de Theodore Roosevelt et Rudyard Kipling, notamment. Le livre sera réédité plusieurs fois et est toujours édité au XXIe siècle. Il est organisé par couleur de fleurs et accompagné de 48 illustrations couleur pleine page de Elsie Louise Shaw (en) (non présentes dans les éditions ultérieures) et 110 illustrations noir et blanc pleine page de Marion Satterlee.
Son deuxième livre, According to Season (1894), est un recueil d'écrits sur la nature qu'elle a publié dans The New York Tribune.
Son troisième ouvrage, Plants and Their Children (1896), est à destination des enfants et a été listé à l'époque parmi les 50 meilleurs livres pour enfants.
En 1899, elle publie une suite de son premier guide, intitulé How to Know the Ferns, sans doute en raison des difficultés financières de son mari.
Après son quatrième livre, elle arrête d'écrire pendant des dizaines d'années. En 1952, à 90 ans, elle publie ses mémoires (Perchance Some Day).

## Livres

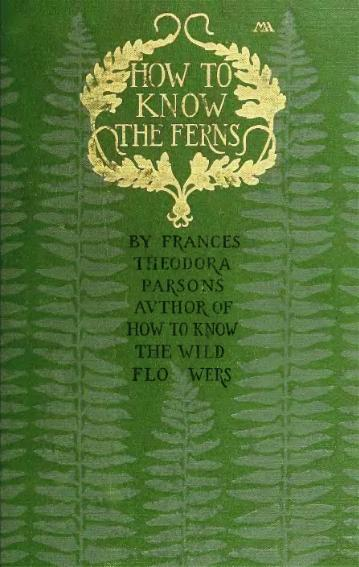
Couverture de How to Know the Ferns (7e édition).

### Sous le nom de Mrs. William Starr Dana
- How to Know the Wild Flowers (1893). New York : Charles Scribner's Son's. Illustrations par Marion Satterlee et (pour la première édition) par Elsie Louise Shaw.
- According to Season (1894). Illustré par  Elsie Louise Shaw.
- Plants and Their Children (1896). Illustré par Alice Josephine Smith.

### Sous le nom de Frances Parsons
- How to Know the Ferns (1899). Illustré par Marion Satterlee et Alice Josephine Smith. première édition par The Publisher's Syndicate Limited (Toronto) ; au moins sept autres éditions de 1899 à 1925 par Charles Scribner's Son's (New York); au moins deux éditions par Dover Books (New York) ; réédition en 2005 par Kessinger Publishing.
- Perchance Some Day (1951). Autobiographie, auto-éditée.